# Cyclosorus yuanjiangensis
Cyclosorus yuanjiangensis är en kärrbräkenväxtart som beskrevs av Ren-Chang Ching och Shing. Cyclosorus yuanjiangensis ingår i släktet Cyclosorus och familjen Thelypteridaceae. Inga underarter finns listade.